# Église Saint-Guillaume de Saint-Gonlay
Pour les articles homonymes, voir Église Saint-Guillaume.
L'église Saint-Guillaume de Saint-Gonlay est une église catholique située à Saint-Gonlay, dans le département d'Ille-et-Vilaine, en France. 
Elle est inscrite aux monuments historiques. 

## Historique
L'église Saint-Guillaume de Saint-Gonlay abritait avant la Révolution à la fois un prieuré dépendant de l'abbaye Saint-Jacques de Montfort et une paroisse dépendant du prieuré Saint-Samson de Telhouet (à Paimpont) de l'abbaye de Saint-Sulpice-des-Bois qui en percevait la dîme. Le recteur était choisi parmi les chanoines de Montfort et présenté par l'abbé, mais il était rémunéré par l'abbesse de Saint-Sulpice-des-Bois. Le prieuré-cure avait été fondé au XIIIe siècle par un sire de Montfort. Il semble que l'église ait été initialement consacrée à Saint Gundlée. 
Elle est inscrite aux monuments historiques le 31 juillet 2015.

### Liste des prieurs-recteurs de Saint-Guillaume de Saint-Gonlay
| Nom                      | Dates                                                  |
| ------------------------ | ------------------------------------------------------ |
| Jean Mignot              | XVe siècle                                             |
| Nicolas Le Liepvre       | 1537                                                   |
| Pierre de Romelin        |                                                        |
| Gilles de Tournoux       | 24 décembre 1568 - 1577                                |
| Jean Saiget              | 1577 - 1578                                            |
| Jean de La Houssaye      | 1578 - 1580                                            |
| Frère Gilles Le Tournoux | 13 avril 1580 - 1597                                   |
| Frère Guillaume Regnard  | 17 février 1597 - 1599                                 |
| Frère Pierre de Léon     | 30 juillet 1590 - 1603                                 |
| Frère Jean Lafond        | 19 juin 1603 - ? puis ? - 1607                         |
| Pierre Choque ou Coque   | 21 septembre 1603 - ? puis 4 février 1607 - 1621       |
| Mathurin Rivière         | 5 janvier 1522 - ?                                     |
| Frère Gilles Bernard     | 29 décembre 1624 - après 1630                          |
| Frère Julien Hamon       | ? - 1649                                               |
| Frère Vincent Barleuf    | 14 décembre 1649 - ?                                   |
| Julien Le Gavre          | 1460                                                   |
| Thomas Desboys           | 1679                                                   |
| Jean-Baptiste Lesné      | 1710 - 1718                                            |
| Joseph Morand            | 16 août 1718 - 1752                                    |
| Clément Guérin           | 9 janvier 1752 - 1758                                  |
| Jean Michel              | 24 octobre 1758 - 1767                                 |
| Joseph Rouxel            | 12 mars 1767 - août 1780                               |
| Louis Ruellan            | 14 septembre 1780 - ?                                  |
| Louis-René Ruellan       | 10 février 1781 - jusqu'à la Révolution puis 1803-1808 |
| N... Morin               | 1808 - 1816                                            |
| Pierre Nosland           | 1816 - 1863                                            |
| Julien Sévin             | 1863 - ?                                               |

## Description
Il ne subsiste plus grand-chose de la construction du XIIIe siècle. La partie la plus ancienne est le portail occidental, qui pourrait remonter au XVe siècle. La nef, le clocher et le chevet datent du XVIe et du XVIIe siècle ; la fenêtre du chœur porte la date 1670. La chapelle seigneuriale, qui dépendait des seigneurs de la Changée, est datée de 1537. Le mur sud porte inscrites les dates 1718 et 1719. L'ensemble de l'édifice a été restauré en 1892-1893 sur un projet de l'architecte Arthur Regnault, réalisé par Jean-Marie Huchet.
L'église est construite sur un plan en croix latine, avec une nef à vaisseau unique. Elle dispose d'un porche latéral, d'un clocher latéral et d'un chevet à pan coupé, dont le plan pourrait reprendre celui de l'édifice du XIIIe siècle. L'ensemble est couvert par un toit à longs pans en ardoise.

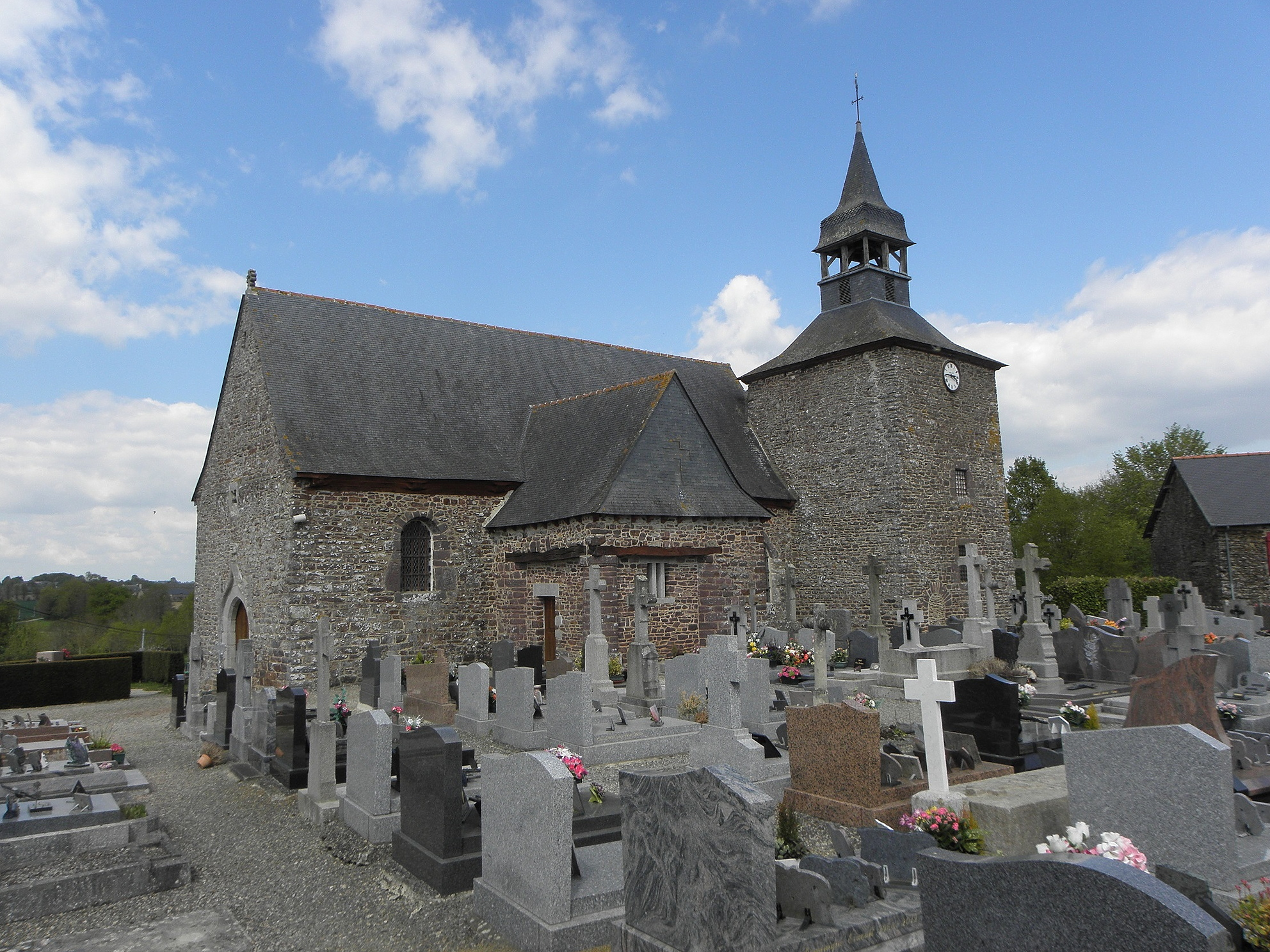
L'église et le cimetière
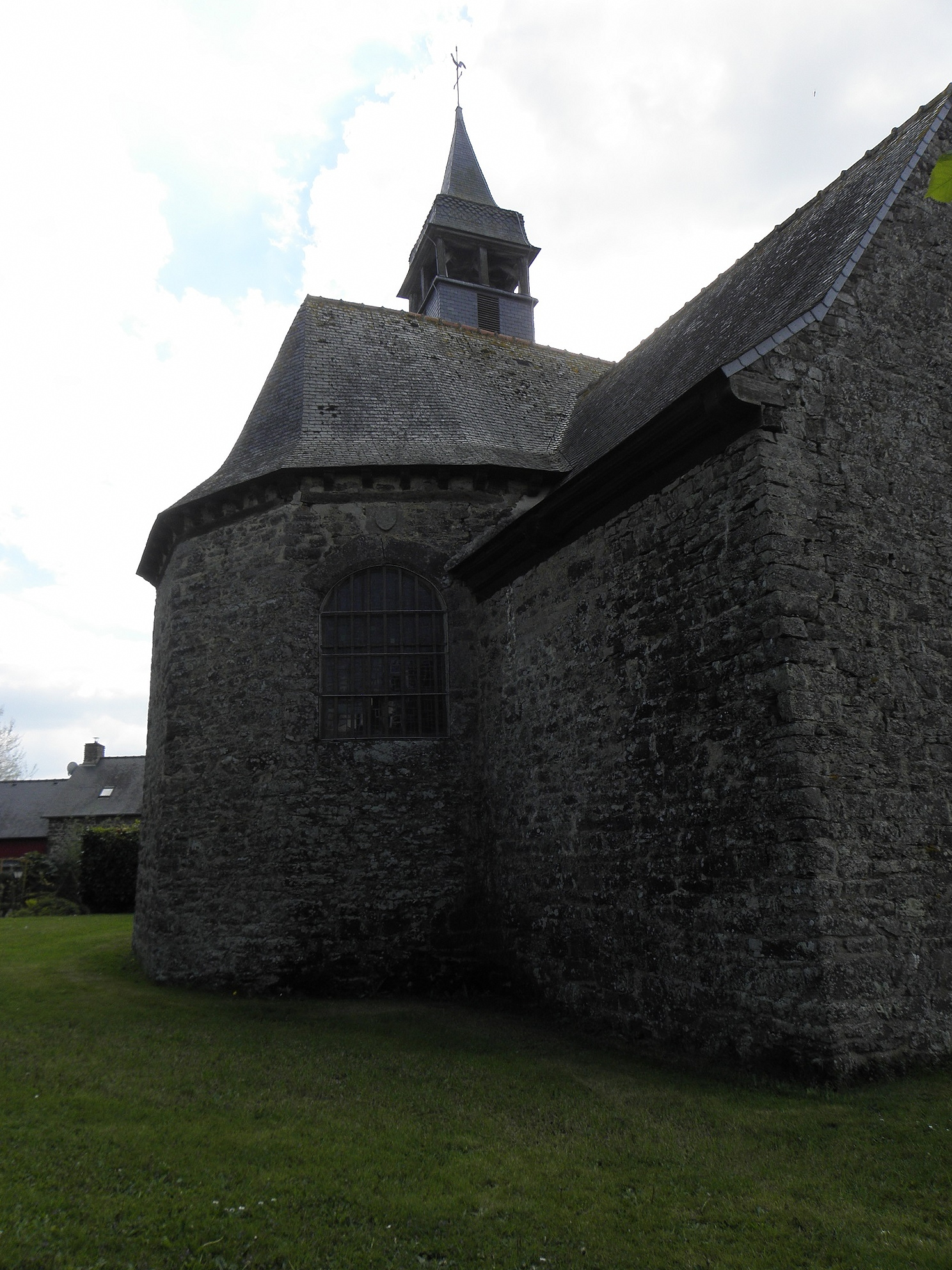
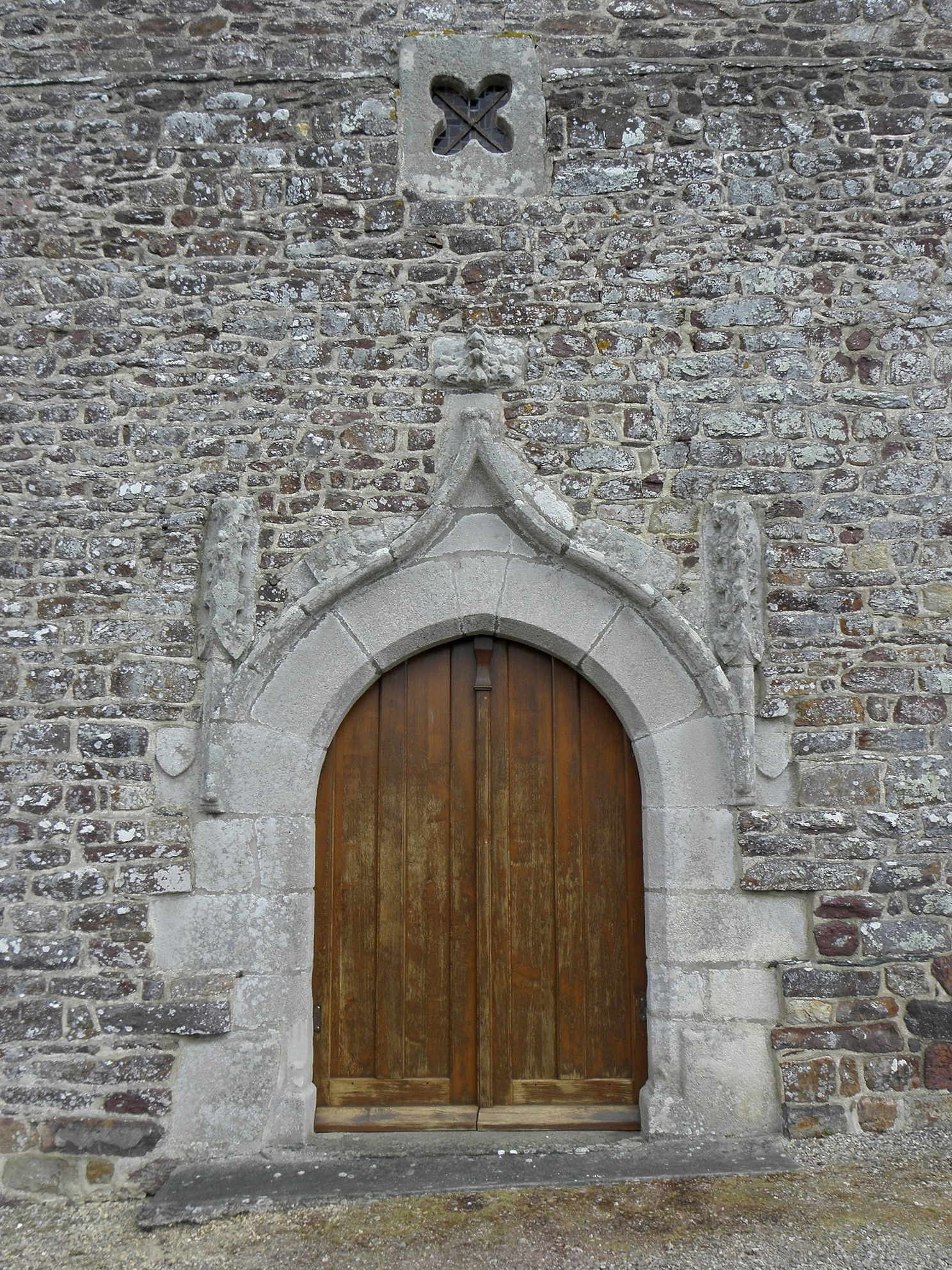
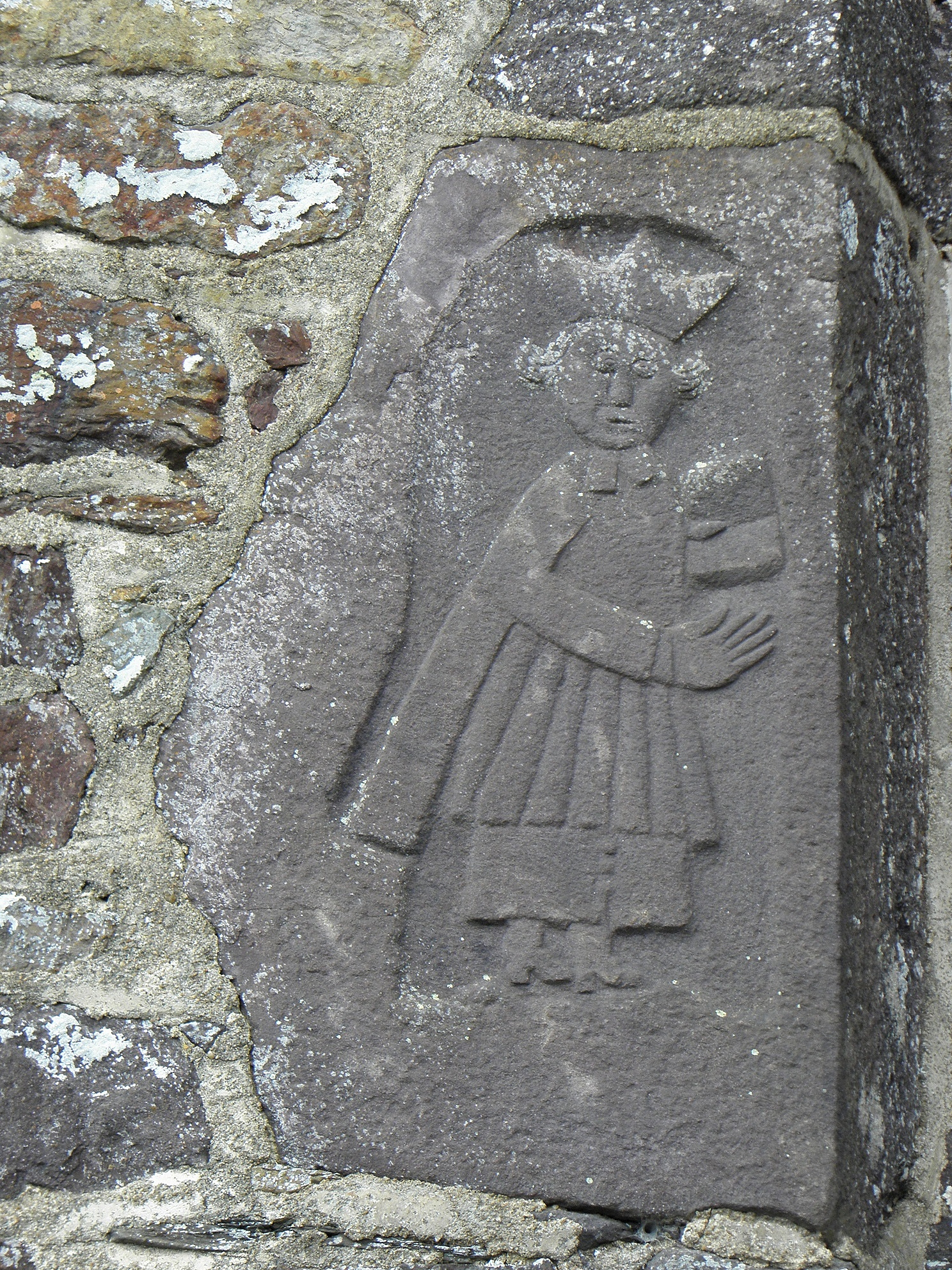
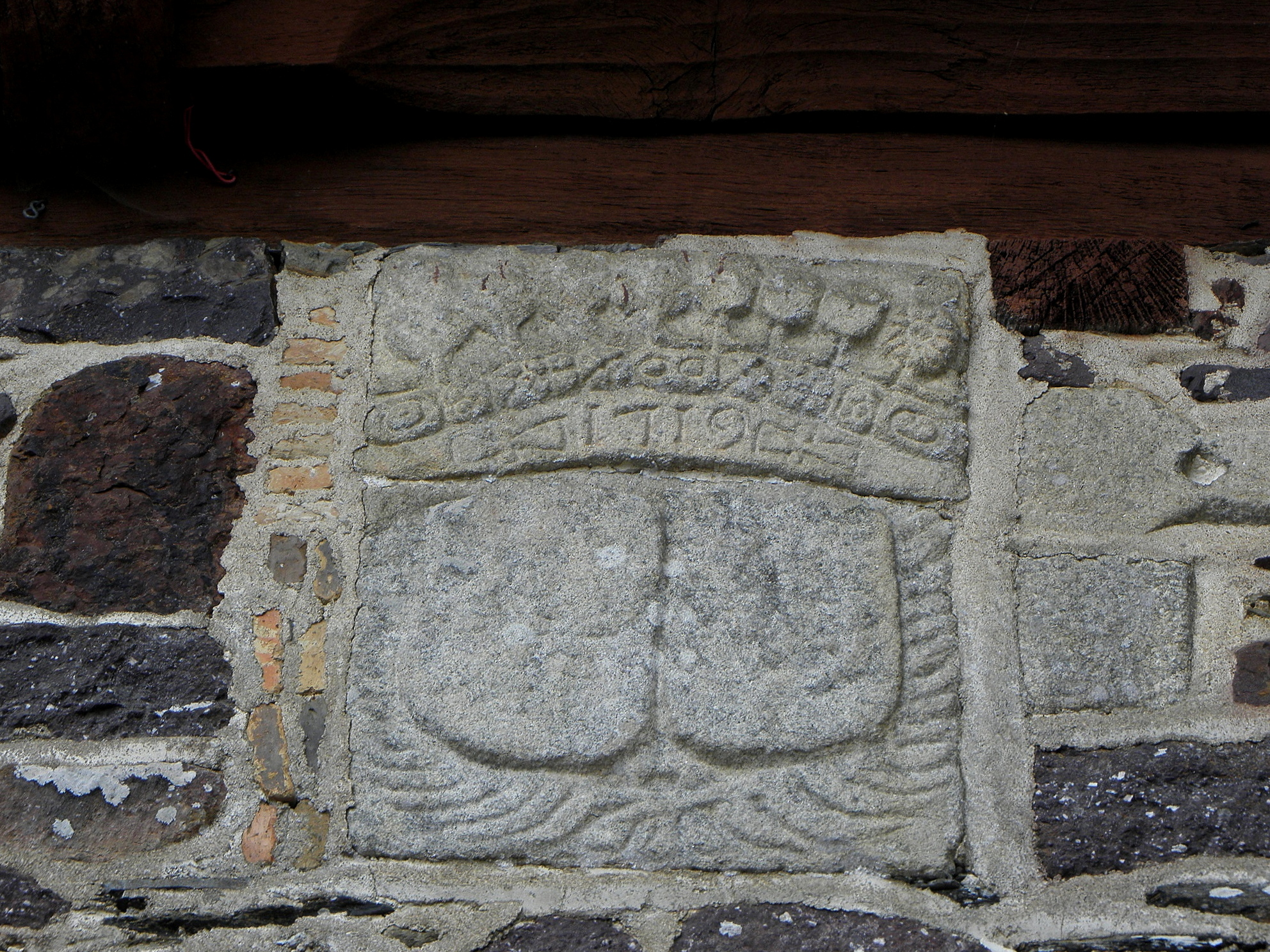